# Hermannstraße (metrostation)
Hermannstraße is een station van de metro van Berlijn, gelegen onder het gelijknamige station Hermannstraße, in het Berlijnse stadsdeel Neukölln.
In 1927 opende het eerste deel van lijn D, de huidige U8, die twee jaar later het station Leinestraße bereikte. Meteen daarna begon men met de aanleg van de tunnel naar het 700 meter zuidelijker gelegen S-Bahnstation Hermannstraße. Al in de eerste plannen voor lijn D uit 1910 was dit station als zuidelijk eindpunt aangemerkt. Vanwege de economische crisis moesten de werkzaamheden in 1931 echter gestaakt worden. Op dat moment was de tunnel in ruwbouw gereed, evenals ongeveer een derde van metrostation Hermannstraße. De reeds gereedgekomen toegangen werden met betonplaten afgesloten.
In 1940 kreeg het ongebruikte metrostation alsnog een bestemming: het werd omgebouwd tot schuilkelder. Vanwege de ondergrondse kruising van de S-Bahnring, die ter plaatse in een uitgraving ligt, bevindt het station zich op tamelijk grote diepte, hetgeen het bij uitstek geschikt maakte voor deze functie.
Na de Tweede Wereldoorlog verdwenen de plannen voor de verlenging naar station Hermannstraße voorlopig in de ijskast. Een verbinding met de door de Oost-Duitse spoorwegen bedreven en (vooral na de bouw van de Muur in 1961) geboycotte S-Bahn werd onnodig geacht. Het stadsvervoerbedrijf BVG gebruikte de tunnel tussen de stations Leinestraße en Hermannstraße vervolgens om afgedankte treinstellen op te stellen. Ook nadat de BVG in 1984 het westelijke deel van het S-Bahnnet had overgenomen, maakte men nog geen aanstalten het ontbrekende lijnstuk van de U8 af te bouwen.

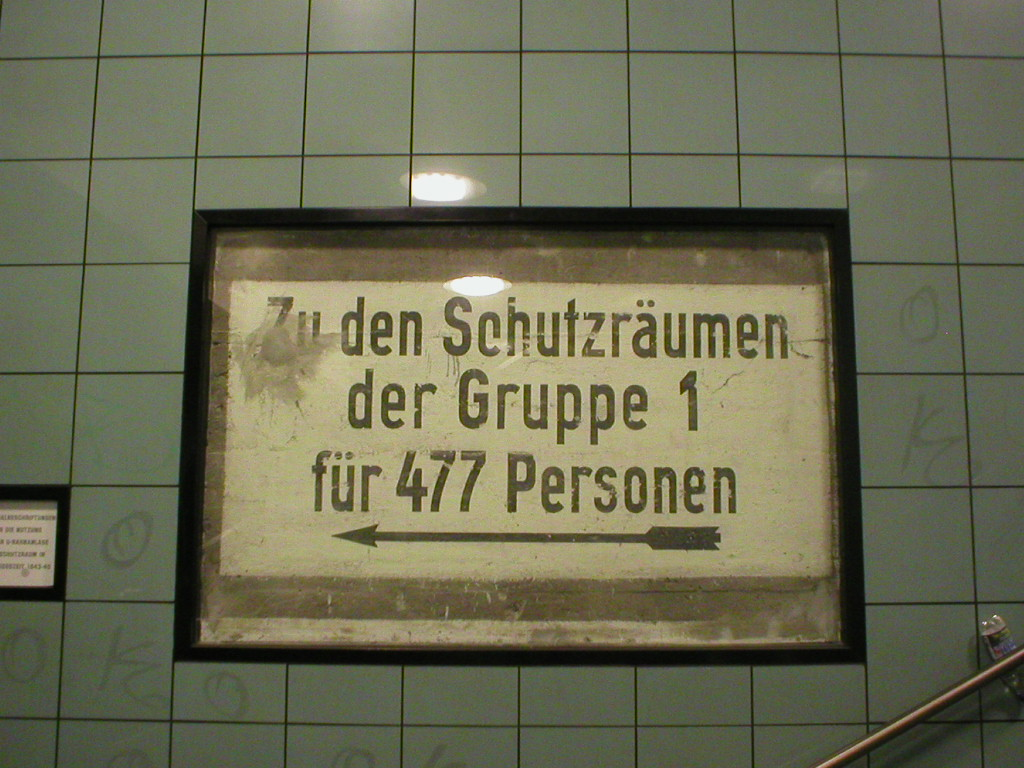
In het ontwerp van het station werden herinneringen aan zijn vroegere functie als schuilkelder verwerkt.

Na de Duitse hereniging pakte men het project ten slotte alsnog op. In het voorjaar van 1992 werd de tunnel onder de Hermannstraße opgeknapt. De oude treinen die er nog altijd stonden (en min of meer vergeten waren) werden verwijderd. Bij de bouw van het ontbrekende deel van het metrostation was enige haast geboden, aangezien de in 1980 gesloten Ringbahn in december 1993 weer in dienst zou komen en de werkzaamheden onder de S-Bahnsporen voordien grotendeels afgerond moesten zijn. Tegelijkertijd legde men ten zuiden van het station een enkele keer- en opstelsporen aan. In december 1993 was het metrostation in ruwbouw gereed en kon de S-Bahn zoals gepland weer in dienst genomen worden. De afbouw en inrichting van het station namen nog twee en een half jaar in beslag. Op 13 juli 1996 was het project voltooid en werd het nieuwe overstapstation een feit.
Het ontwerp van metrostation Hermannstraße is van de hand van Rainer Rümmler, die sinds het midden van de jaren 1960 voor vrijwel alle Berlijnse metrostations tekende en met dit project zijn carrière afsloot. De architect richtte zich bij de inrichting van het station naar het voorbeeld van de zeventig jaar oudere voorgaande stations op de lijn, ontworpen door Alfred Grenander. Het station kreeg hierdoor een strak, zakelijk uiterlijk, atypisch voor Rümmlers toenmalige stijl. De wanden werden bekleed met grote turquoise tegels. Op sommige plekken is de betegeling echter weggelaten, zodat men achter glasplaten de oorspronkelijke bewegwijzering uit de periode dat het station als schuilkelder dienstdeed kan zien.
Metrostation Hermannstraße heeft een eilandperron met uitgangen (via een tussenverdieping) aan beide uiteinden. In het midden van station verzorgen trappen en een lift een rechtstreekse verbinding met het S-Bahnstation.